# جسر طيرفلسيه
جسر طيرفلسيه أو جسر 6 شباط، ويقع بين بلدتي الزرارية وطيرفلسيه، في الجنوب اللبناني.

## مواصفاته
هو جسر إسمنتي، يبلغ طوله 64 مترا وعرضه 12 مترا وارتفاعه 5 أمتار.

## موقعه
يصل جسر (طير فلسيه) بين ضفتي نهر الليطاني، ويشكل صلة الوصل بين قضاء صور و قضاء الزهراني من الداخل.

## بناؤه وافتتاحه
جسر الزرارية- طيرفلسية بناه مجلس الجنوب، وتم افتتاحه عام 1992 وأطلق عليه اسم جسر 6 شباط.

## القصف الذي تعرض له
تعرّض هذا الجسر منذ افتتاحه في العام 1992 إلى القصف والتدمير مرتين:
- المرة الأولى في العام 1998، من قبل سلاح الجو الإسرائيلي، فأغادت الدولة اللبنانية ترميمه.
- المرة الثانية في حرب لبنان 2006، أيضا من قبل سلاح الجو الإسرائيلي، والجزء المدمر كليا منه كان طوله 42 متر. وقد أعاد بناؤه أحد المتمولين من حسابه الخاص.